# Acheo (mitologia)
Acheo (in greco antico: Ἄχαιός, -oῦ?, Achaiòs, in latino Ăchaeus, -i) è un personaggio della mitologia greca, figlio di Xuto e Creusa. Era il capostipite degli Achei.
Fu padre di Arcandro e Architele.

## Mitologia
Acheo è l'eponimo della stirpe degli Achei, una popolazione ellenica dell'antica Grecia le cui vicende storiche si svilupparono intorno al II millennio a.C. Secondo Omero, gli Achei erano nel complesso tutti i Greci dell'antichità, ma venivano chiamati anche Argivi o Danai.
Gli Argivi fecero fiorire una potente confederazione di tribù cui la storia dà il nome di cultura micenea. Essa fu il frutto della fusione delle culture pelasgiche preesistenti con le culture patriarcali elleniche. La loro importanza militare e commerciale fu tale da esser riconosciuta da popoli quali l'Egitto e gli Ittiti. In questa chiave si deve leggere la forzatura che vuole gli achei figli di Danao, cioè dell'occidente. "Danai" alle volte son dette le forze militari elleniche tutte.
I discendenti di Acheo cacciarono gli Ioni (discendenti di suo fratello Ione) dalla Tessaglia riuscendo a conquistare tutto il Peloponneso ad esclusione dell'Arcadia.